# Vijf zwarte categorieën
De term vijf zwarte categorieën (vereenvoudigde Chinese karakters: 黑五类; traditionele Chinese karakters: 黑五類; Hanyu pinyin: Hēiwǔlèi) verwees gedurende de Culturele Revolutie (1966–1976) in de Volksrepubliek China naar de vijf groepen die door Mao Zedong beschouwd werden als vijanden en tegenstanders van het communisme en hemzelf. De vijf zwarte categorieën zijn:
- Landeigenaren (地主, dìzhǔ)
- Rijke boeren (富农, fùnóng)
- Contrarevolutionairen (反革命, fǎngèmíng)
- Slechte elementen (坏分子, huàifènzǐ)
- Rechtse (of reactionaire) lieden (右派, yòupài)

Dit onderscheid was niet alleen gebaseerd op de actuele positie van mensen in de economie en politiek, maar ook op iemands afkomst. Land was sinds de Grote Sprong Voorwaarts grotendeels onteigend, maar de kinderen en kleinkinderen van voormalige grondbezitters en rijke boeren werden automatisch gerangschikt onder de vijf zwarte categorieën. Mensen die vielen onder de vijf zwarte categorieën werden slachtoffer van strijdbijeenkomsten, vernederingen, lichamelijk geweld en vervolging. In sommige gebieden werden leden van de vijf zwarte categorieën vermoord door Rode Gardes. De tegenhanger van de vijf zwarte categorieën waren de vijf rode categorieën, bestaande uit leden van de Communistische Partij van China, arme boeren, arbeiders, soldaten en communistische martelaars.